# エロスキ
エロスキ (Eroski) は、スペインのスーパーマーケットチェーン。フランチャイズ店舗も含め、約2,000店舗がスペイン全土に所在している。モンドラゴン協同組合企業グループ内の労働者共済生活協同組合 (Worker-consumer hybrid co-operative) として運営されている。エロスキ (Eroski) という名称は、バスク語のerosi（購入）とtoki（場所）を組み合わせた造語である。

## 歴史
バスク地方のビスカヤ県とギプスコア県にある10のスーパーマーケットが協同し、1969年に協同組合として企業が設立され、本部はビスカヤ県エロリオに置かれた。スペイン本土では大きな影響力を持っており、特に発祥の地であるバスク自治州での影響力は大きい。2000年以降、新規出店に約2億ユーロが投じられている。2000年の収益は7,000万ユーロだったが、2004年の収益は1億2,900万ユーロに達した。2004年にはグループ全体の雇用者数が初めて30,000人に達した。今日ではフランスにも進出しており、3店舗の総合スーパー、18店舗のスーパーマーケット、7店舗のガソリンスタンドを構えている。これらに加え、フォルム・スポルトというスポーツ用品店のチェーン、172店舗の香水販売店、6店舗の現金支払いアウトレットを所有している。バレンシアを拠点とする協同組合のコンスム (Consum) との合併は数年間しか続かず、2005年にはそれぞれ独自の道を歩み始めた。近年にはカプラボ (Caprabo) を買収し、約500店舗のスーパーマーケットをチェーンに加えた。

## 形態
かつては店舗の規模の大きな順に、エロスキ、マキシ (Maxi) 、コンスム (Consum) 、チャルテル (Charter) というブランド名を用いていたが、消費者はブランド名に関係なく「エロスキ」と認識していた。2003年-2004年にブランド名の変更が行われた。店舗名はその規模によって変化し、もっとも規模の大きい総合スーパーは単に「エロスキ」と呼ばれ、75店舗（うち40店舗はガソリンスタンド併設）を構えている。より小規模な店舗は「エロスキ・センター」と呼ばれ、473店舗（うち2店舗はガソリンスタンド併設）を構えている。さらに「エロスキ・シティ」と呼ばれる219店舗のアウトレットモールがあり、「エロスキ・ビアヘス」と呼ばれる234店舗の旅行代理店のセンターがある。グループ全体の店舗面積は約150万m2である。
フランチャイズ
スーパーマーケットのアリプロックス (Aliprox) は類似したロゴを使用しており、エロスキが所有しているわけではないが、エロスキのフランチャイズブランドである。アリプロックスの店舗はそれぞれ独立しているが、いまだに同様の品揃えや販売方針が維持され、全体基準が企業内で統一されていると考えられる。アリプロックスには553のフランチャイズ店舗が存在する。

## ギャラリー

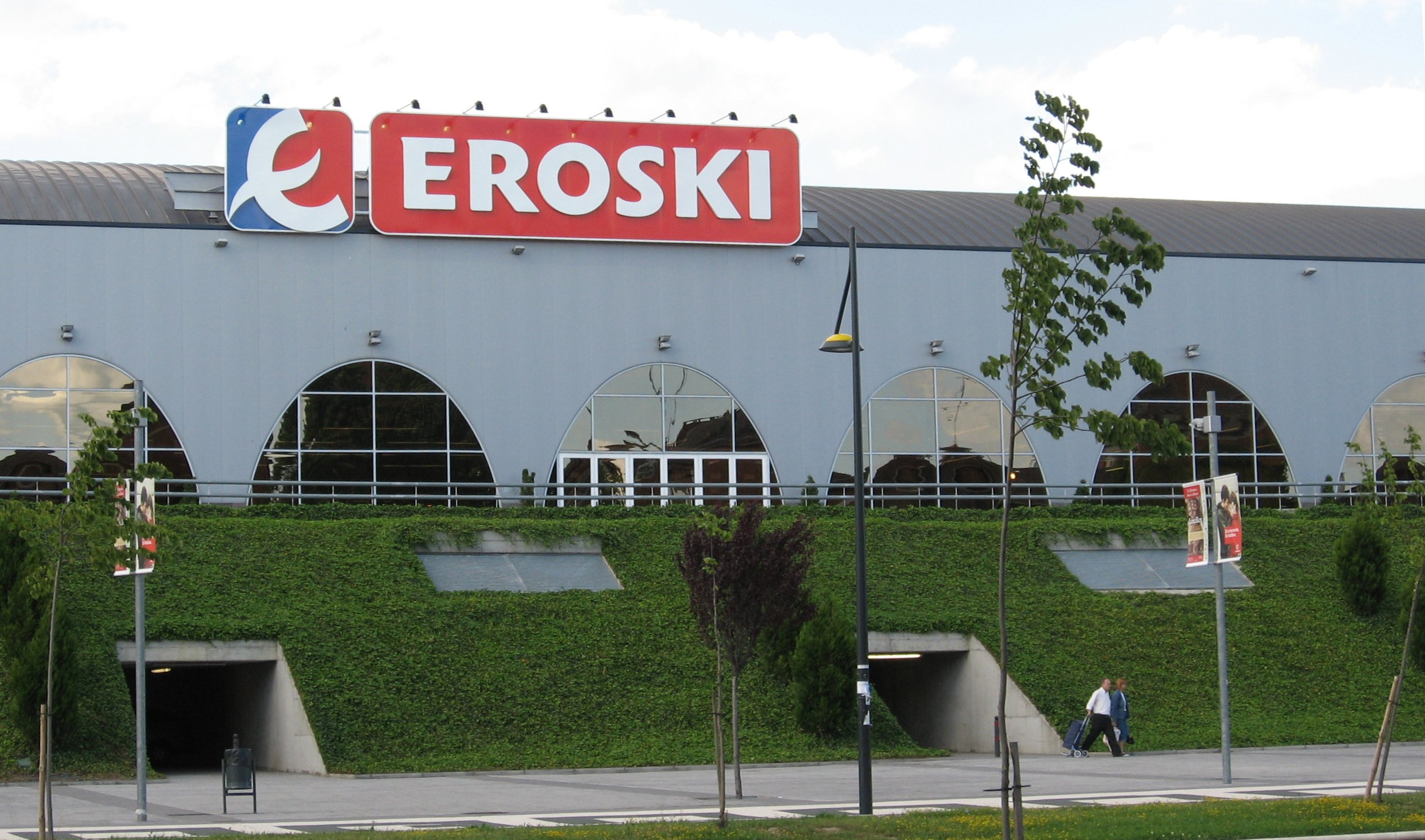
アラバ県ビトリア＝ガステイスにあるスーパーマーケット
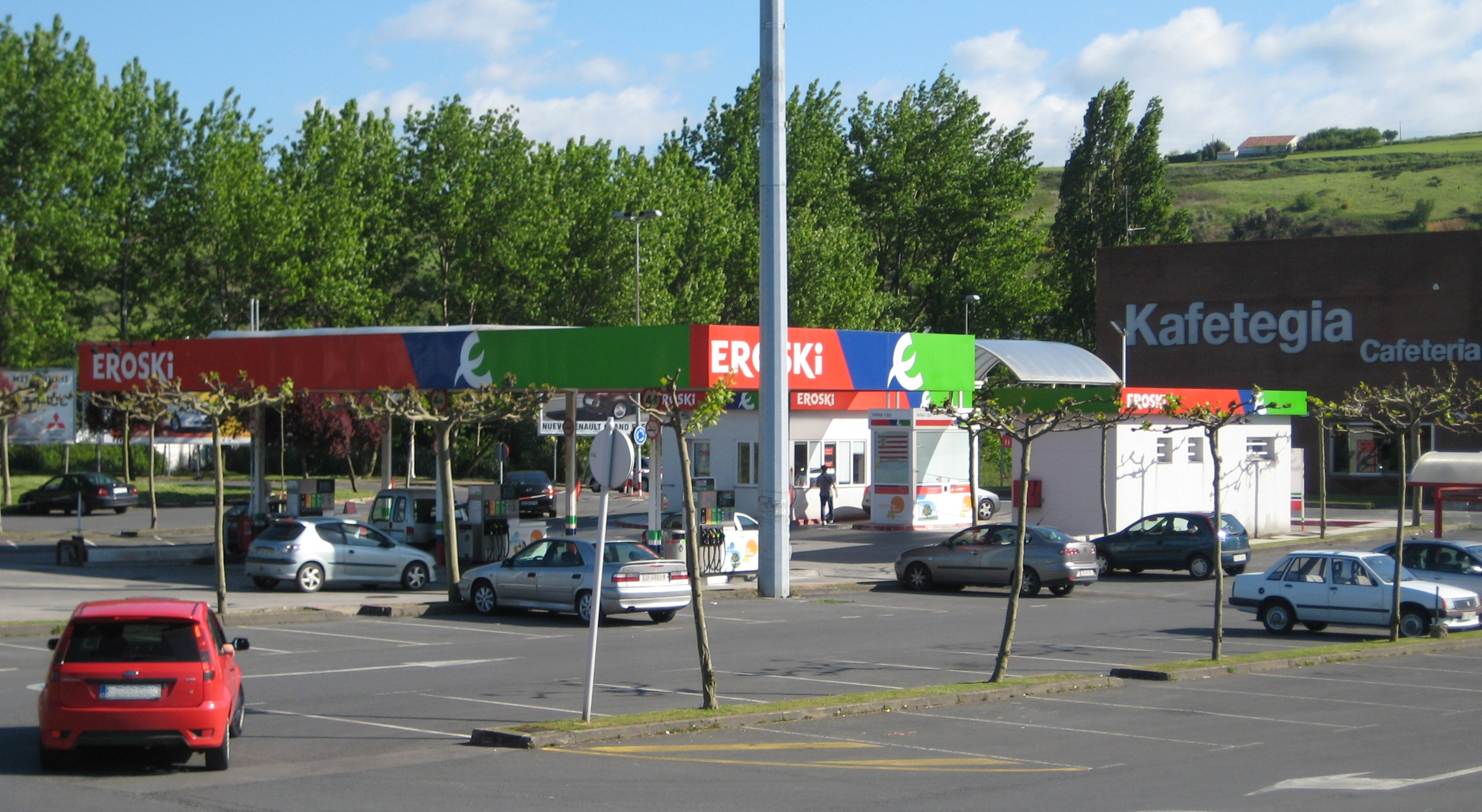
ビスカヤ県レイオアにあるガソリンスタンド
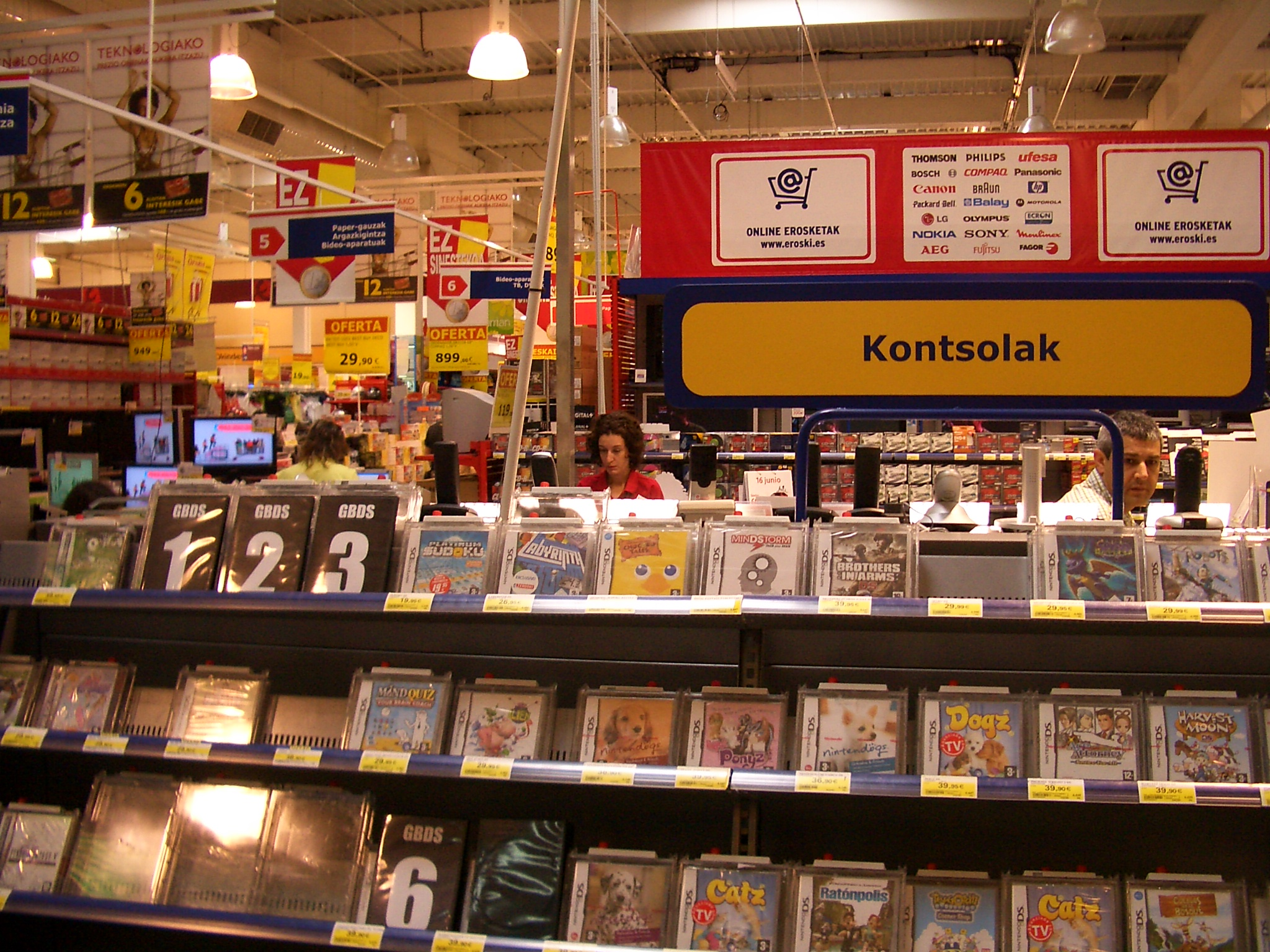
ギプスコア県アラサーテ/モンドラゴンにある店舗

## 文献
- 石塚秀雄「スペインの食品流通小売業の構造とエロスキの戦略--エロスキ生協の3相構造」生活協同組合研究, 294号, pp.47-54, 2000年